# Георги Цариградски
Георги Антонов Цариградски е български лекар, участник в Руско-турската война (1877-1878).

## Биография
Георги Цариградски е роден през 1845 г. в Кюстендил. Учи в Императорското медицинско училище в Галата Сарай, Цариград (1868-1874). Дипломира се и служи като военен лекар в Османската армия.
Участва в Руско-турската война (1877-1878). При освобождението на гр. Етрополе дезертира и преминава на страната на руската армия. Предоставя на командира на Западния руски отряд генерал-лейтенант Йосиф Гурко сведения за Орханийската турска армия. Служи първоначално ката преводач в щаба на генерал-майор Виктор Дандевил, командир на III гвардейска дивизия. Проявява изключителни качества като организатор на помощта за населението на Етрополе и в района на бойни действия при Правец, Етрополе и Врачешкия превал. Завежда медицинската помощ за войниците от Западния руски отряд, като при зимното преминаване на Стара планина спасява от измръзване някои от тях. Участва в заключителните действия на войната. Бие се при освобождението на Пловдив. Награден е 2 пъти с войнишки Георгиевски кръст „За храброст“.
След Освобождението работи като лекар. Умира през 1915 година. Днес улици в Кюстендил и Пловдив са наименувани „Георги Цариградски“.